# Четырёхкратная секущая

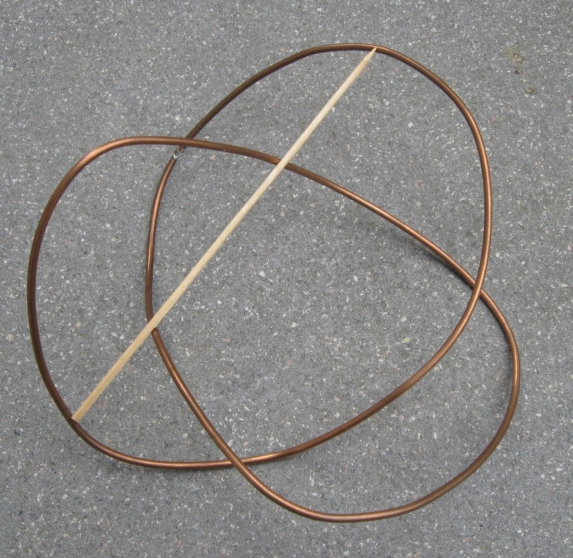
Альтернированная четырёхкратная секущая трилистника.

Четырёхкратная секущая — прямая, проходящая через четыре точки данной пространственной кривой.

## Свойства
- Кривые общего положения не имеют секущих кратности 5 и больше. 
  - Для таких кривых четырёхкратные секущие образуют дискретное множество прямых.
- В трёхмерном евклидовом пространстве каждый нетривиальный узел или зацепление имеет четырёхкратную секущую. Более того, любой узел имеет альтернированную четырёхкратную секущую, то есть секущую в которой четыре точки пересечения появляются в разных циклических порядках на узле и на прямой. Это утверждение было доказано Эрикой Паннвиц[1] для ручных узлов, результат был обобщён на узлы общего положения[2], а затем на все нетривиальные ручные узлы и зацепления.
  - Из этого утверждения легко выводится теорема Фари — Милнора о повороте узла.
  - Не известно любой ли дикий узел имеет бесконечное число четырёхкратных секущих.[3]

- Формула Кейли[4] даёт число четырёхкратных секущих алгебраической кривой в трёхмерном комплексном проективном пространстве в зависимости от степени {\displaystyle d} и рода {\displaystyle g}:
{\displaystyle {\frac {(d-2)(d-3)^{2}(d-4)}{12}}-{\frac {g(d^{2}-7d+13-g)}{2}}.}

Предполагается, что кривая не особая; для особых кривых требуются поправочные члены.
- В трёхмерном евклидовом пространстве каждый набор из четырёх скрещивающихся прямых в общем положении имеет либо две четырёхкратные секущие либо ни одной.